# Geraldine Neary
Geraldine Jane Neary Sermini (Chile, 13 de agosto de 1988) es una actriz chilena que se dio a conocer en la teleserie Matriarcas de TVN. Además tiene una carrera como cantante de trap bajo el nombre de Dindi Jane.

## Carrera
Estudió un año y medio Derecho, otro año y medio Pscología hasta que asumió su vocación de actriz. Egresó de la Escuela de Teatro de la Universidad Católica.
En 2015 debutó en la teleserie Matriarcas de TVN y al año siguiente estuvo en Preciosas de  Canal 13.
Geraldine Neary también canta y ha sido parte de obras musicales como la versión local de La llamada y Las Madonnas. En 2018 subió a YouTube su primera canción, un trap titulado Mentirnos que tiene más de 25 mil reproducciones. Desde entonces desarrolla una carrera como cantante bajo el nombre de Dindi Jane.
En 2021 fue confirmada en el elenco de una nueva serie dedicada al grupo Los Prisioneros que será transmitida por Movistar Play en toda América Latina.

## Filmografía
| Año  | Película               | Rol       | Director                      |
| ---- | ---------------------- | --------- | ----------------------------- |
| 2014 | Maknum González        | Bailarina | George Von Knorring           |
| 2015 | Sin norte              | Isabel    | Fernando Lavanderos           |
| 2016 | Aquí no ha pasado nada | Francisca | Alejandro Fernández Almendras |
| 2016 | Prueba de actitud      | Pelolais  | Fabrizio Copano               |
| 2018 | Dry Martina            | Francisca | Che Sandoval                  |
| 2023 | Las Demás              |           | Alexandra Hyland              |
| 2024 | La embajada            |           | Mateo Iribarren               |

## Televisión
| Año  | Título                          | Rol                | Notas                          |
| ---- | ------------------------------- | ------------------ | ------------------------------ |
| 2007 | Karkú                           | Sofía              | Episodio: "El tutor".          |
| 2015 | Matriarcas                      | Amalia Castillo    | Reparto                        |
| 2016 | Preciosas                       | Gabriela Martínez  | Reparto                        |
| 2017 | 12 días que estremecieron Chile | Andrea             | Episodio: "Muerte de Pinochet" |
| 2018 | Los Espookys                    |                    | Episodio: "El exorcismo"       |
| 2020 | Helga y Flora                   | Eduvigis Carimán   | 5 episodios                    |
| 2020 | La Jauría                       | Josefina           | 7 episodios                    |
| 2021 | Los Prisioneros                 | Jacqueline Fresard | Reparto                        |

## Discografía

### Sencillos
| Año  | Nombre                                | intérprete          | Feauturing                   |
| ---- | ------------------------------------- | ------------------- | ---------------------------- |
| 2018 | Mentirnos                             | Dindi Jane          | —                            |
| 2018 | Canela                                | Alfajorcito         | Dindi Jane & Felipe Avello   |
| 2019 | FURIA                                 | Dindi Jane          | TOM P                        |
| 2019 | Insecure                              | Dindi Jane          | —                            |
| 2020 | Tqm                                   | Dindi Jane          | —                            |
| 2020 | With You Never Follo, Again           | Alfajorcito         | Dindi Jane, TOM P            |
| 2020 | Webcum                                | Dindi Jane          | —                            |
| 2020 | Por amarte (cover de Los Prisioneros) | Dindi Jane          | Prod. Pabla Diabla x Pracnes |
| 2021 | Olvidé a mi ex                        | Dindi Jane y Ceaese |                              |